# 隔岭潘氏碉楼
28°11′32″N 121°15′36″E / 28.19235°N 121.26006°E
隔岭潘氏碉楼，又称潘万周碉楼、潘万周人面碉楼，是一座位于中华人民共和国浙江省玉环市的碉楼，坐落在芦浦镇隔岭村潘家山头，属于文物保护单位玉环碉楼群之一。这座碉楼是隔岭村村民潘万周及其三叔为防御土匪侵扰而建。

## 历史背景
民国年代，沿海匪患猖獗，民众尤其是富绅出于自卫，纷纷修建了碉楼这种堡垒式的建筑物。潘万周出生于1913年。民国二十三年（1934年）9月，一帮人到隔岭村内要绑架潘万周的三叔，后者逃到山里，那伙人就前往绑架了发烧而卧病在家的潘万周，以及其他几个村民。他们被关押在洋屿岛上。后来，几人乘机逃出。经历此事后的潘万周及家人十分恐慌，第二年请来了附近大塘村的工匠金星（音）建造碉楼。碉楼建成后，潘万周一家及他的三叔一家，白天居住在各自家中，晚上聚集在碉楼中过夜，共有十多人，他们再没有遭劫。

## 建筑结构
隔岭潘氏碉楼坐南朝北，北偏东南20度。占地面积约116平方米，共三层，层高7米。长方形，共四面墙体，每一墙面均有多个孔洞，装有鸭蛋形的两只眼睛，下有烟盒形的鼻子，鼻子下面有一只小拱券形的嘴巴，是用于射击敌人的枪眼。外部墙体为不规则块石和青砖混砌而成，墙厚约0.4米，坚固厚实，有花草等装饰图案，漆有蓝色颜料。窗户用铁棒做窗格，小青瓦两面坡顶。

## 特色
潘氏碉楼的每一墙面上均装有鸭蛋形的两只眼睛，下有烟盒形、表面平整、厚4至5厘米的鼻子，鼻子下面有一只小拱券形的嘴巴。他们看起来是起装饰作用，其实是用于射击敌人的枪眼。普通碉楼在防御方面设计了各种射击孔和瞭望口，但它们大致处于水平方向，无法实现近距离区域防御，也无法解除外墙四周的危险。而烟盒形的鼻子由室内向外部凸出，宽度为40厘米左右,，可容纳一个人俯身向下观察或射击。类似的枪眼，在碉楼各墙体及三个器官造型中均有分布。而玉环一带的碉楼多为三层，该构造恰好处在中心位置，与人脸上鼻子的位置接近，若从外面观察，就成了鼻子的造型。“鼻子”是人面碉楼的关键元素。这一设计理念被广泛认为来自广东的开平碉楼。

## 现状
后来，潘万周的后裔搬到山下居住，碉楼也被弃用，处于荒废状态，因年久失修有些破损。2011年1月7日，包含隔岭潘氏碉楼的玉环碉楼群被公布为第六批浙江省文物保护单位。